# Cinzia De Carolis
Pour les articles homonymes, voir De Carolis.
Cinzia De Carolis, née le 22 mars 1960 à Rome, est une actrice, actrice de doublage, dialoguiste, directrice du doublage et chanteuse italienne.

## Biographie
Née à Rome le 22 mars 1960, elle fait ses débuts d'actrice enfant dans le feuilleton Anna dei miracoli (1968). En 1970, elle joue le rôle d'Irina Roskoff dans le drame en costumes Angeli senza paradiso aux côtés d'Al Bano, Romina Power et Agostina Belli. Elle est Lori, la nièce de Franco Arnò (Karl Malden) dans le film Le Chat à neuf queues (1971), le deuxième volet de la trilogie animalière de Dario Argento,. En 1972, elle est la jeune zombie inquiétante dans La Nuit des diables de Giorgio Ferroni.
En 1975, elle est Maria dans la comédie amère Vergine, e di nome Maria. En 1979, elle joue le rôle d'Anna, la fille du savant fou, dans le film érotique Libidine. Elle avait déjà posé nue pour l'édition italienne de Playboy, dans le numéro d'octobre 1976. Dans le film Pulsions cannibales (1980), réalisé par Antonio Margheriti, elle joue la jeune voisine de Norman Hopper (John Saxon). Toujours en tant qu'actrice, elle joue dans divers films et feuilletons télévisés jusqu'au début des années 1990.
Parallèlement à sa carrière d'actrice et de doubleuse, Cinzia De Carolis entame une brève carrière de chanteuse. Entre 1969 et 1970, elle enregistre quelques singles pour Edizioni Paoline (it), des chansons pour enfants dans le style typique de la maison d'édition apostolique. En 1971, elle passe à Produttori Associati pour lequel elle sort le single Compagno mio. En 1973, pour le label Erre du parolier Carlo Rossi, elle publie probablement son single le plus célèbre : Papà non correre, une jolie chanson pop,. Il revient à l'enregistrement en 1982 avec le single Hobbysogno pour Hobby Records.

## Filmographie

### Actrice de cinéma
- 1970 : Angeli senza paradiso d'Ettore Maria Fizzarotti
- 1970 : Fermate il mondo... voglio scendere! de Giancarlo Cobelli
- 1971 : Le Chat à neuf queues (Il gatto a nove code) de Dario Argento
- 1972 : La Nuit des diables (La notte dei diavoli) de Giorgio Ferroni
- 1974 : I figli di nessuno (it) de Bruno Gaburro
- 1975 : Vergine, e di nome Maria de Sergio Nasca
- 1975 : Libidine de Raniero Di Giovanbattista
- 1980 : Pulsions cannibales (Apocalypse domani) d'Antonio Margheriti
- 1982 : Giggi il bullo (it) de Marino Girolami
- 1983 : Stesso mare stessa spiaggia (it) d'Angelo Pannacciò
- 1990 : Una donna da guardare (it) de Michele Quaglieri

### Actrice de télévision
- 1968 : Anna dei miracoli – téléfilm de Davide Montemurri
- 1970 : Marcovaldo – série télévisée
- 1972 : Con rabbia e con dolore – mini-série
- 1974 : L'edera – mini-série
- 1976 : Rosso veneziano – mini-série
- 1980 : Pronto Emergenza – série télévisée
- 1984 : Buio nella valle – mini-série

## Discographie

### Singles
- 1969 – Perché sei mia madre/Due manine bianche (Hit, HIt 45.223)
- 1971 – Una stellina alla finestra/L'alberello di Natale (Edizioni Paoline, SN 45.38)
- 1971 – Compagno mio/Il ballo della farfalla (Produttori Associati, PA 3186)
- 1973 – Papà non correre/In motoretta (Erre Records, RR 3061)
- 1982 – Ahm ahm/Hobbysogno (Hobby, ZBOR 45289)

### Collaborations
- Pino Tombolato et Angelo Di Mario W tutti

### Participations
- 1969 – AA.VV. Disco ricordo per la festa della mamma, avec la chanson Il cuore della mamma
- 1969 – AA.VV. W tutti
- 2020 – AA.VV. A chi la do... la compilation - Volume 3